# Наумов Сергій Іванович
Сергій Іванович Наумов (латис. Sergejs Naumovs, рос. Сергей Иванович Наумов; 4 квітня 1969, м. Рига, СРСР) — латвійський хокеїст, воротар. 
Виступав за «Динамо» (Рига), ЦСКА (Москва), «Пардаугава» (Рига), «Оклахома-Сіді Блейзерс» (КХЛ), «Сан-Дієго Галлс» (WCHL), «Лас-Вегас Тандер» (ІХЛ), «Лонг-Біч АйсДогс» (ІХЛ), «Грінсборо Дженералс» (ECHL), ХК «Лександс», «Юргорден» (Стокгольм), СКА (Санкт-Петербург), «Сєвєрсталь» (Череповець), «Салават Юлаєв» (Уфа), «Витязь» (Чехов), «Хімік» (Воскресенськ), «Торпедо» (Нижній Новгород), «Больцано», ХК «Гомель», «Динамо-Юніорс» (Рига).
У складі національної збірної Латвії учасник зимових Олімпійських ігор 2002, 2006 і 2010, учасник чемпіонатів світу 1993 (група C), 1994 (група B), 1995 (група B), 1996 (група B), 2000, 2001, 2002, 2003, 2004, 2006, 2007, 2008 і 2009. 
Одружений, має 3 дітей.